# Félix Couchoro
Félix Couchoro, född 1900 i Ouidah  i Dahomey, död 1968 i Lomé i Togo var författare och politisk aktivist.

## Biografi
Couchoro föddes i den brasilianska stadsdelen i Ouidah, som på 1700-talet hade varit centrum för slavhandeln. Här utvecklades en säregen kultur, beskriven i Bruce Chatwins roman The Vice Roy of Ouidah.

### Uppväxt och utbildning
Couchoro gick i skola vid den katolska missionen i Grand-Popo och därefter fyra år vid St. Joan of Arc-seminariet i Ouidah. År 1919 blev han lärare vid seminariet. 1924 fick Couchero en anställning vid västafrikanska 
handelskammaren, CFAO.

### Liv i Togo
Grand-Popo ligger på gränsen till Togo och var inte lika hårt styrt som den franska kolonin Dahomey. 1933 blev Chouhoro redaktör för tidningen Éveil Togo-Dahoméen och arbetade för att handeln mellan Togo och Benin skulle underlättas. Polisen trakasserade Couchero och år 1939 blev han tvungen att fly till Aného i Ghana. Han bosatte sig i Aného och startade ett konsultföretag. Han träffade ledaren för Togos nationaliströrelse, Sylvanus Olympio som bodde i staden och skrev politiska artiklar för partiet. Efter ett upplopp år 1952 blev han tvungen att än en gång fly för att inte arresteras av den koloniala polisen. Han flydde till Aflao i Ghana och åter vände till Togo först 1958. Togo blev självständigt 1960. Sylvanus Olympio vann det första presidentvalet, men störtades i en militärkupp den 13 januari 1963. Felix Couchoro var redaktör i Togo, drog sig tillbaka 1965 och dog tre år senare.

## Författarskap
Couchoros tyckte om att skriva och skrev 20 romaner, som publicerades och lästes lokalt.
Hans första bok, L'Esclave publicerades i Paris 1929 och har en central plats i den fransk-afrikanska litteraturen. Det var en av de första böckerna av en författare från Franska Västafrika och det dröjde länge innan den fann läsare. Boken har sedan tryckt i Togo (1962, 1998), Paris 1983 och London 2005.